# ピルナ包囲戦
ピルナ包囲戦（ピルナほういせん、ドイツ語: Belagerung bei Pirna）は、1756年の秋にザクセンで行われた七年戦争における包囲戦である。プロイセン軍がザクセン軍を包囲し、オーストリア軍が救出を試みたが、プロイセン軍が勝利してザクセン軍は降伏した。

## 背景
8月29日、プロイセン軍はザクセン侵攻を開始した。フリードリヒ大王は軍を三つに分け、西のマクデブルクからはブラウンシュヴァイク公子フェルディナント軍が、東のフランクフルトからはブラウンシュヴァイク＝ベーヴェルン公アウグスト・ヴィルヘルム軍がそれぞれ進発し、ベーメンへ繋がる街道を封鎖しつつザクセンを東西から押し包んだ。そして大王は中央の軍を指揮し、ベルリンから一路南下してドレスデンを目指した。
当時のザクセン軍はせいぜい2万程度の兵力しかなく、プロイセン軍の侵入を知ると抵抗せずに全軍で要害の地であるピルナの陣地へ後退した。ザクセン選帝侯（兼ポーランド王）アウグスト3世とその宰相ブリュールもドレスデンを逃れてピルナの軍に合流し、ドレスデンには公妃マリア・ヨーゼファのみが残って後事を託された。このときザクセン軍はベーメンに撤退することもできたが、アウグストはブリュールや軍指揮官ルトフスキーと協議した結果ここで防戦に努めてオーストリア軍の救援を待つことに決定した。
9月9日、大王はドレスデンに入城し、先遣隊はザクセン軍陣地を取り巻いた。大王の軍と同時かもしくはやや遅れて、ブラウンシュヴァイク公子軍は南のコッタに、ベーヴェルン軍はエルベ川北岸のローメンにそれぞれ到着してプロイセン軍は合流を果たし、ザクセン軍を包囲する態勢を整えた。9月10日大王はピルナの西グロースセトリッツに陣を敷き、同地のフリードリヒ城館に本営を置いてザクセン軍の包囲に着手した。
包囲が行われるのと並行して、両者の間では交渉が行われた。アウグストはプロイセンの侵攻に抗議し、中立を約束するので自領から撤兵せよと要求した。しかし大王はザクセンがオーストリアやロシアと対プロイセン戦争で協調する予定であったのを知っており、たとえ中立を宣言したとしても、オーストリアと戦うに際して立場の不確かな国を背後に残しておくつもりはなかった。大王はザクセンがプロイセンと同盟を結んでオーストリアと戦うことを求めたが、アウグストは拒否した。9月19日まで交渉は続き、ヴィンターフェルトは使者としてグロースセトリッツとザクセン軍陣地の間を2度往復するも、折り合うところとならず、最終的に交渉は打ち切られた。この間ザクセンはオーストリアに救援要請を送っていた。プロイセン軍も包囲部隊を残してベーメン北部に侵入を開始しており、カイトの指揮する主力部隊はオーストリア軍の抵抗を排除してアウシヒを占領するに至った。

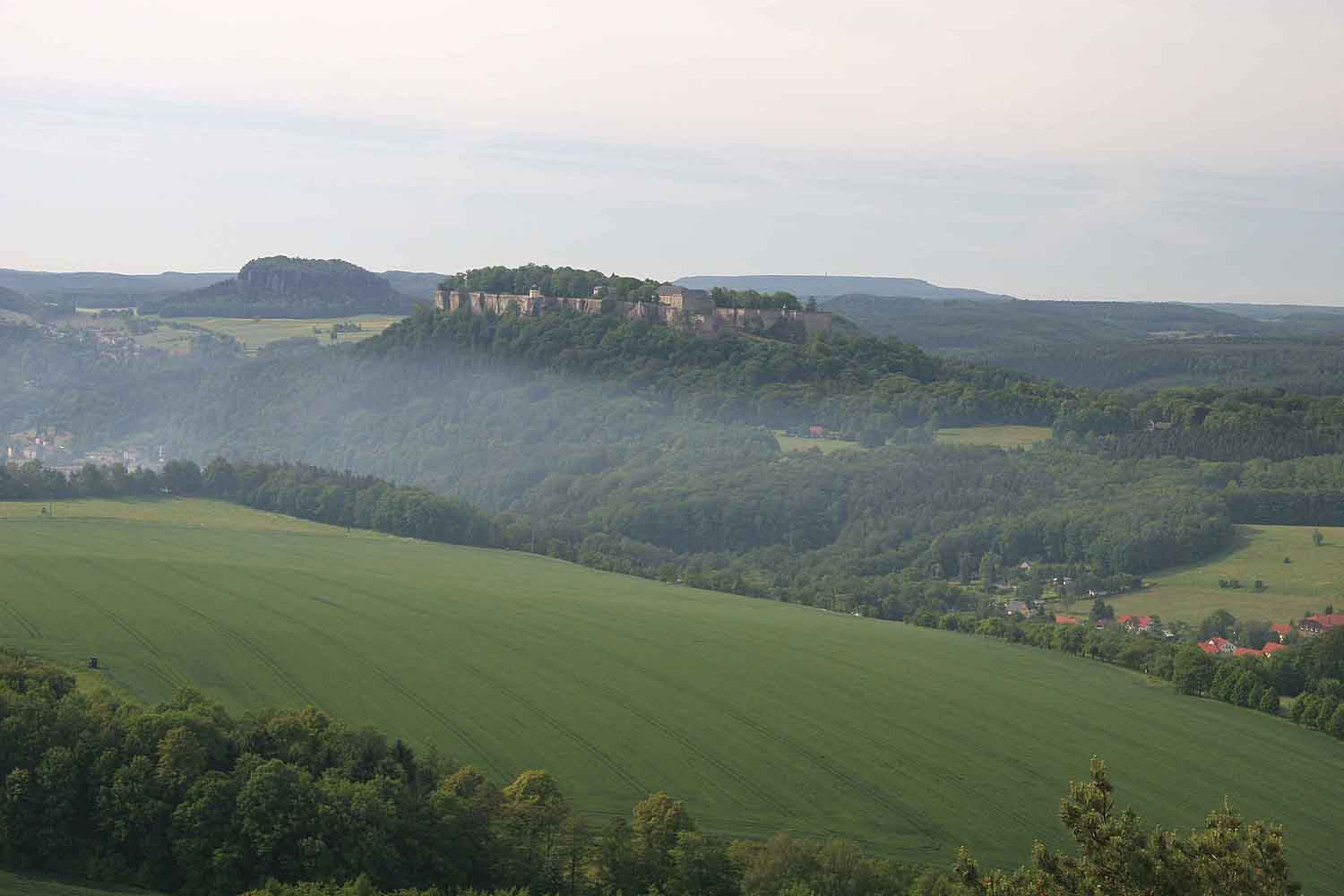
ケーニヒシュタイン城

## 包囲戦

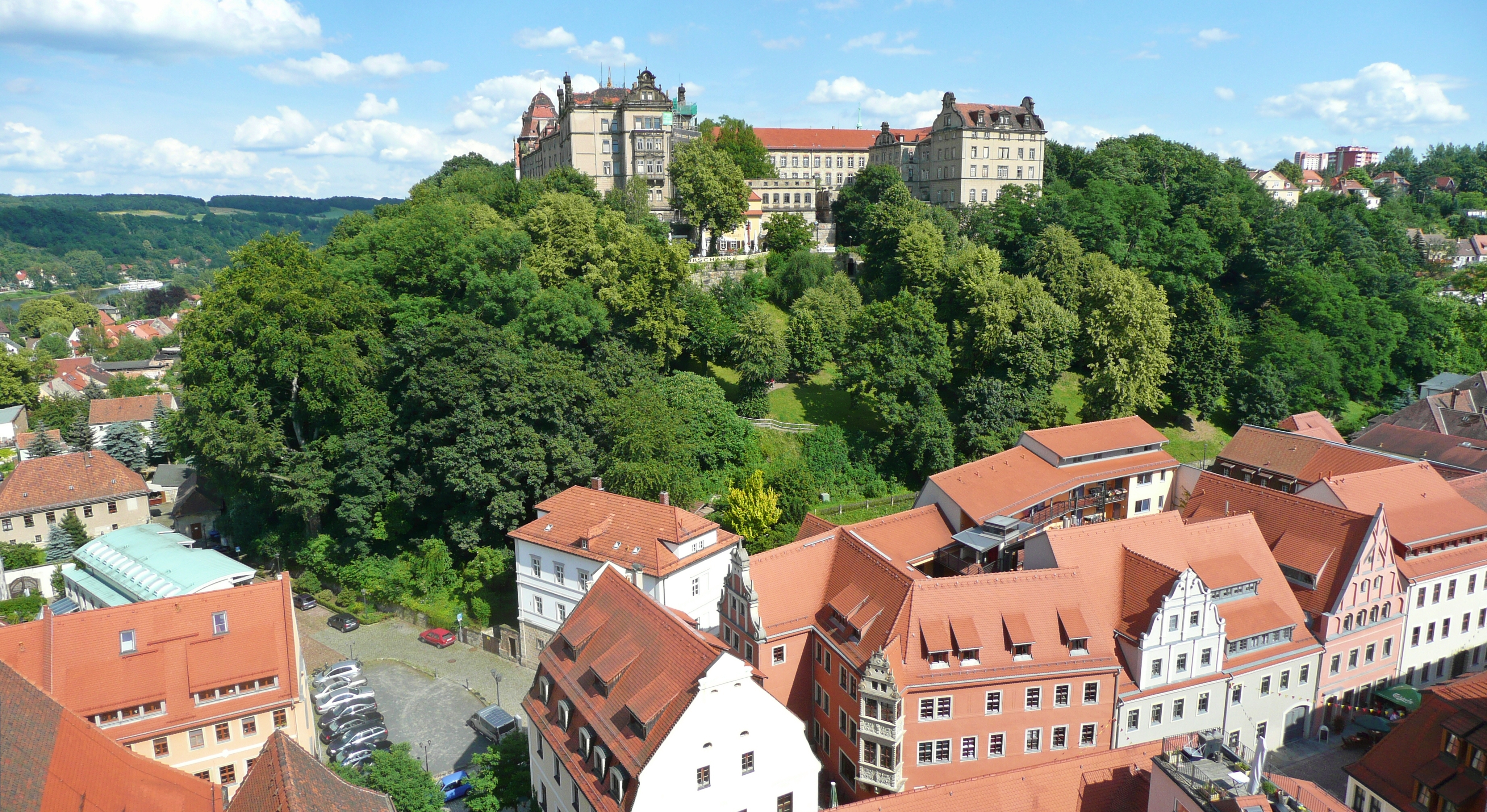
ゾンネンシュタイン城。手前はすぐピルナの町。

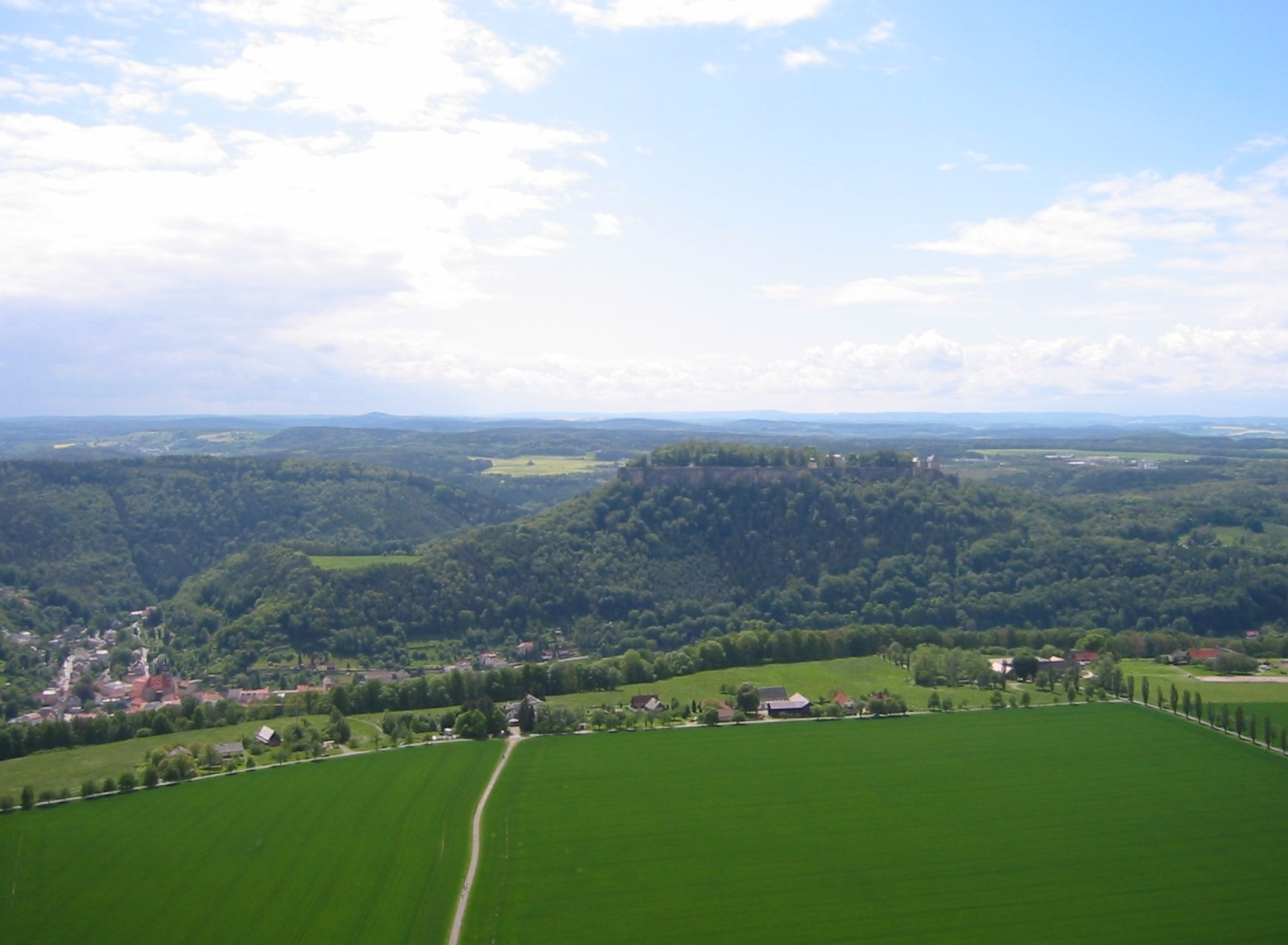
リーリエンシュタインから見るケーニヒシュタイン

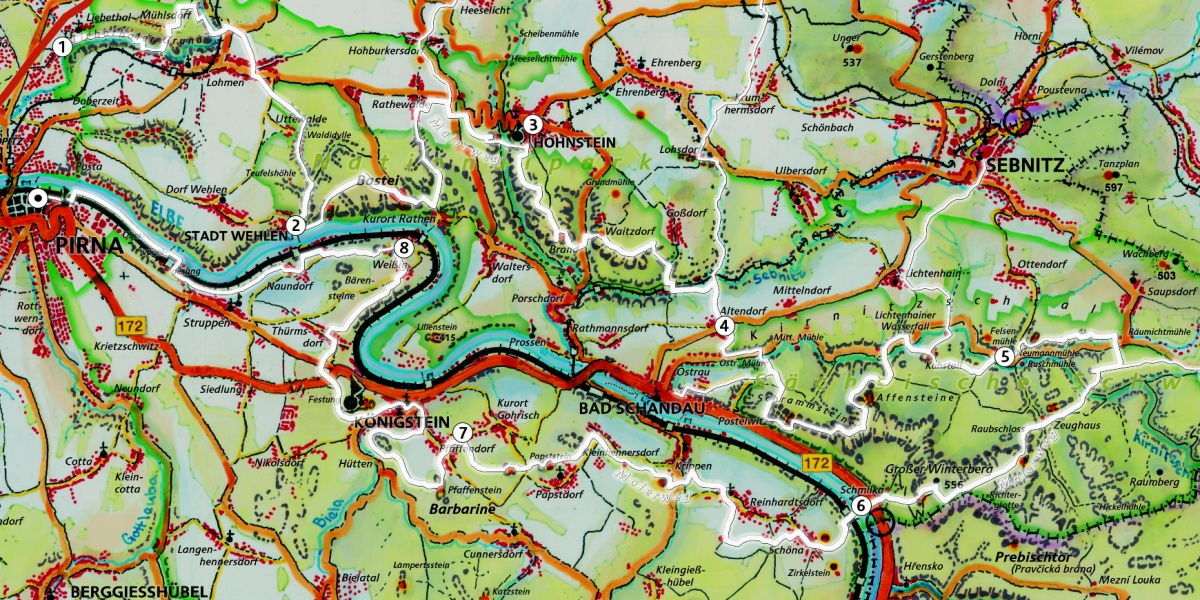
戦場周辺の地図

### ザクセン軍陣地とプロイセンの包囲
ピルナはザクセンの中心を走るエルベ川沿いにあるが、ピルナ以南のザクセンはゼクシッシェ・シュヴァイツという山地帯で、ただでさえ起伏に富む地形であるところに、点在する突出した山塊が壁のように立ち塞がり、細いが深い谷川がいくつも走って土地を分断していた。加えて、山地を東西に分け隔てるエルベ川がピルナの東で激しく湾曲しており、その風景をさらにユニークなものにしていた。ここは非常な防衛適地で、中世よりザクセン軍はたびたびここを守りの拠点としてきた。
ザクセン軍の陣地は、ピルナの町のすぐ東にあるゾンネンシュタイン城を西端の拠点、ケーニヒシュタインに構えるケーニヒシュタイン城を東端の拠点とする強力なもので、北はエルベ川に面し、南西はピルナに注ぐゴットロイバの谷川、南東はケーニヒシュタインの麓に流れるビーラの谷川をそれぞれ障害としたL字の防衛線を形成して2つの城をつなぎ、谷の上に野戦築城を施して陣地を囲っていた。防衛面積が兵力に比してやや過大という欠点を持ちつつも、ザクセン軍は地形と城を巧みに利用して陣地を構成し、柵を連ね、堡塁によって強化し、道や丘の斜面には周りの山から切り出した逆茂木が隙なく植えられて攻撃経路を遮断していた。
ゾンネンシュタイン城やケーニヒシュタイン城に設置された大砲は周囲およびエルベ川の対岸を制圧可能で、とくにケーニヒシュタイン城はそれ自体が要塞として優れた能力を有しているのみならず、その立地によって高所からの砲撃を実施でき、エルベ川の湾曲により生じた右岸の突出部をも制圧することが可能だった。プロイセン軍は大砲を警戒して城からは一定の距離を取りつつ、砲を対置させて戦闘に備えた。ルトフスキーは陣地の中央に位置するシュトルッペンに軍の司令部を置き、アウグストはケーニヒシュタイン城で寝起きして、はじめはシュトルッペンに通っていたのが、やがてずっと城で過ごすようになった。包囲下においてもアウグストはその生活スタイルをあまり制限せず、プロイセンとの交渉継続中は通信もおおっぴらに交わしていた。当時の慣習で、大王もその分の人の出入りについては容認していたが、もちろん一般兵がそこから恩恵を受けることはできなかった。
ザクセン軍の様子を偵察した大王は、その陣地がすこぶる防御力に優れ、「緻密に計算された、ヨーロッパでもっとも強力な陣地のうちの一つ」であると認めた。大王は、陣地への攻撃は不可能であるか、可能であるとしても不相応な規模の損害を負わずにはおかないと考え、兵糧攻めを選択した。プロイセン軍はザクセン軍に攻撃を仕掛けることなく、エルベ左岸では谷の反対側に対抗陣地を構築することに専念し、右岸では、対岸よりザクセン軍を封鎖するため、ローメンからシュタット・ヴェーレン、ラーテン、バート・シャンダウと、エルベ川に沿って兵を分派して守らせ、バスタイには監視所を設けて上からザクセン軍陣地を監視した。プロイセン軍はセトリッツの北ハイデナウ付近に架橋して両岸の間を繋ぎ、南のシャンダウの橋とあわせて軍の速やかな移動を可能にしていた。ピルナの橋自体はゾンネンシュタインの射程内にあるのと同時にプロイセン軍砲兵の射程内にもあり、お互い使用できずに、ただ敵の奇襲もしくは突破の可能性に備えていた。プロイセン軍が陣固めをしている間、ザクセン軍も敢て動くことはなく、両軍はほとんど銃火を交わすことがなかった。やがてプロイセン軍の陣地が完成すると、ザクセン軍は完全に封鎖され、閉じ込められることになった。ザクセン兵はだんだんと欠乏生活を強いられるようになったが、プロイセン兵の生活は豊かであった。騙されてプロイセン軍に入れられたドイツ系スイス人の兵士ウルリヒ・ブレーカーはその様子を自伝に書き残している。
戦闘がないのでプロイセン兵は歩哨に立つ以外は各々自由に時間を過ごした。賭け事をし、散歩し、銃を手入れし、洗濯し、ズボンや靴を直し、付近の農民に薪を売って小銭を稼いだ。ブレーカーは高台に登って両軍の陣地を見降ろしながら、脱走の計画を練ったのだった。

### ブラウンの救出作戦
このころオーストリア軍では、ベーメン防衛のために急いで軍の態勢を整えるとともに、コリンで軍を集結させていたブラウンにザクセン軍の救援を命じていた。ブラウンはエーガー川南岸のブディンに軍を移動させてプロイセン軍の侵攻に備える一方で、ザクセン軍と連絡を取りつつ救出作戦を検討していた。後に大王が書いているところによれば、このときブラウンには3つの選択肢があった。1、まっすぐブディンから北上してアウシヒに進出しているカイト軍を撃破し、ザクセンに進出してピルナを解囲させ軍を収容する。2、西に大きくカイト軍を迂回してザクセンに進み、同様に解囲させて収容する。3、エルベ右岸に救出軍を別個に構成し、主力部隊で左岸を守り、カイト軍に対峙させている間に救援軍は山を越えて陣地の対岸近くまで接近、ザクセン軍を渡河させて収容する。1は最も単純だが、プロイセン軍主力を撃破するのがまず容易でなかった。2は、カイト軍に側面を突かれるおそれがあり、しかもプラハとの連絡線を露呈してしまうので現実性がなかった。3は、ザクセン軍陣地の対岸の地形が複雑で、内外いずれからも封鎖を突破するのが難しいという問題があった。
ブラウンは初め1の作戦を提案し、オーストリア軍の接近に呼応してザクセン軍が南に包囲を突破可能かどうか打診した。しかしザクセン軍の周囲では、本来期待される突破方向であるピルナからゴットロイバ川に沿う南西正面はプロイセン軍が谷の反対側ですっかり陣地を固めてしまっており、ザクセン軍が打って出ることは不可能だった。ビーラ川に面した南東正面は山そのものであったから突破は難しく、しかも数少ない道はすべてプロイセン軍によって封鎖済みだった。陣地の真南、ゴットロイバとビーラの間隔を埋めているランゲンヘンネルスドルフの陣地を突くならば地形的に多少は実現可能性を持ったかもしれないが、いずれにせよルトフスキーは作戦の実施は困難であると回答し、別の作戦を求めた。そこでブラウンは3の作戦に切り替え、右岸から救出部隊を送り込むことにし、ルトフスキーも了解した。
包囲開始後、しばらく自身で包囲の指揮を採っていた大王であったが、やがてベーメンにおける縦深の確保に目を転じ、ブラウン軍の北上を予想して自身で軍の指揮を執るべくベーメンに赴いて、ピルナ包囲の指揮はカール辺境伯やアンハルト＝デッサウ侯子モーリッツに任せた。9月30日ブラウン軍はエーガー川を渡河してロボジッツに進出したところ、南下してきたプロイセン軍と遭遇、翌10月1日のロボジッツの戦いでブラウンは大王に敗れた。ブラウン軍はブディンに後退し、エーガー川の橋を全部落として南岸の守備を固め、一方でブラウン自身はいくつかの部隊を引き抜いてエルベ北岸に移動し、救援軍を構成してザクセンに北上を開始した。
ブラウンとルトフスキーの合意では、オーストリア軍はシャンダウ近辺まで進出してザクセン軍の合図を待ち、ザクセン軍は10月11日の夜に兵を集めてエルベ川に架橋し、右岸に渡河して、翌朝ケーニヒシュタインからの砲撃を合図として両軍でプロイセン軍の封鎖線を挟撃し、オーストリア軍はすみやかにザクセン軍を収容してベーメンに撤退を図るものとされた。エルベ右岸のプロイセン軍は左岸に比べて少数であったから、渡河さえ首尾よく済ませることができるなら、作戦は充分可能なように思われた。ロボジッツの戦いの後のプロイセン軍はエーガー川を前にして攻めあぐね、ザクセン軍の包囲に兵力を取られていることもあってそれ以上の前進はしなかった。会戦には敗北したものの、大王の関心とプロイセン軍の戦力をベーメンに誘引し、かつ遮っている間にザクセン軍を救おうというブラウンの高度な作戦は、前半段階の成功を得ていた。

## 脱出戦

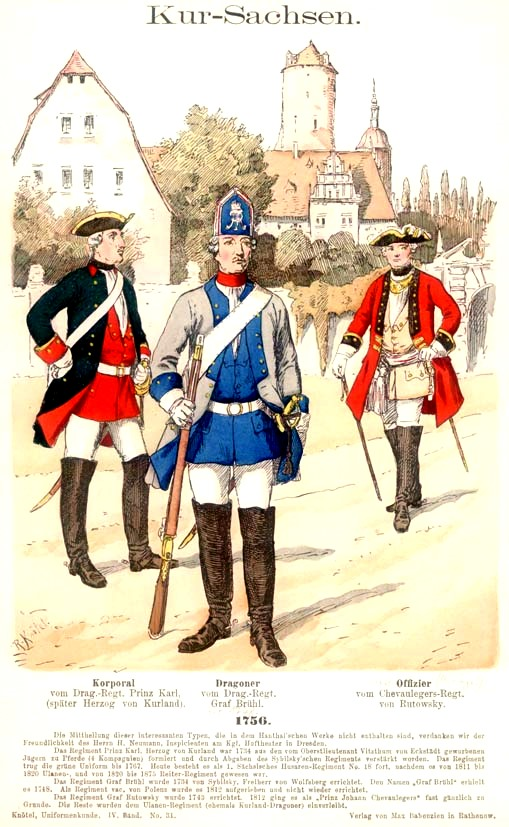
ザクセン軍将兵。

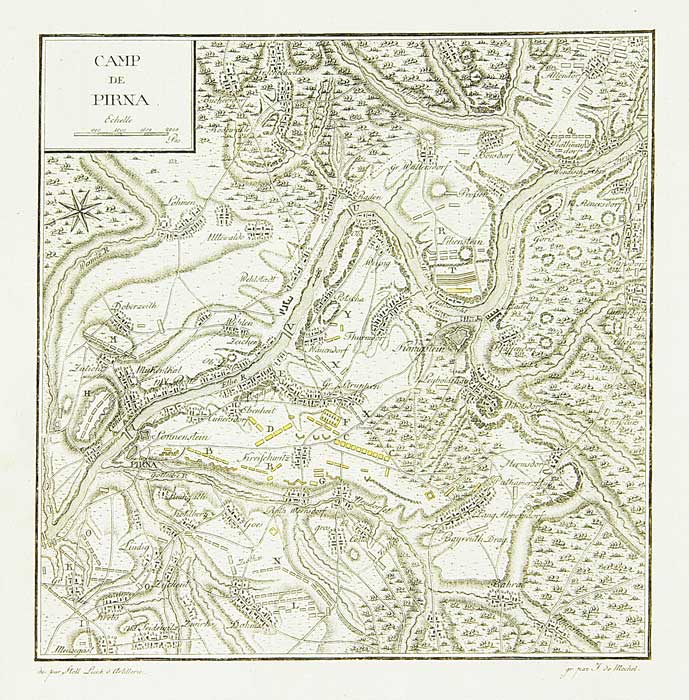
ピルナ包囲戦の部隊配置図。黄色がザクセン軍。

### 渡河戦
10月も過ぎるとザクセン軍の窮乏はかなり厳しいものになっていた。ルトフスキーは配分の減量を重ねることによってなんとか今まで口糧を持たせていたが、10日ごろにはそれも限界に来ていた。馬の場合はもっと深刻で、かなり早い段階で馬糧を消費し尽くした結果、大半の馬は衰弱死するか酷く痩せ衰えるかし、一部の近衛騎兵を除いて騎兵部隊はその実質を失った。また馬匹の喪失は砲兵にとって砲の移動が不可能になることを意味し、脱出の際はその大部分を放棄せざるを得ないことがわかっていた。
8日の夜から、ルトフスキーは渡河作戦のため、エルベ川に舟を出して対岸の地形やプロイセン兵の配置の偵察を試みた。陣地内の住民を金で雇い、曳き綱で引っ張られた舟で闇を頼みにして対岸への接近を試みたが、発見されてプロイセン陣地からの砲撃に晒された。農民たちはパニックに陥って、引き手は曳き綱を放り出して逃げ去り、舵は今すぐこの仕事から解放してくれなければ対岸のプロイセン軍に引き渡すと泣き喚いて、ルトフスキーは偵察を中止せざるを得なかった。翌9日の夜、ルトフスキーは給金を上増して人を集め再び偵察を試みたが、同様の結果に終わった。
このころブラウンの救援軍は、エルベ右岸のベーメン国境が現在でもまともな道の通っていないようなまったくの山の中であったから、東に大きく迂回して、ベーミッシュ・ライパからルムブルクを経て真東からザクセンに入りつつあった。行軍途中、ブリュールがブラウンにザクセン軍の作戦準備遅延と渡河作戦の1日延期を知らせてきたが、オーストリア軍は予定通り進軍した。11日の夕刻、ブラウンはシャンダウの東リヒテンハインに到着して陣を敷き、軍の一部をさらに西のミッテルドルフやアルテンドルフまで進出させた。しかしその先で、ブラウンはプロイセン軍の強力な陣地に直面した。
包囲軍を指揮するカール辺境伯は、ブラウン軍接近の通報を受けると急いで右岸の兵力を増強し、内外からの突破に備えて陣地を構築させており、プロイセン軍はシャンダウ以西の一帯をがっちり固めていた。このあたりも左岸と同様の難地形で、「一大隊で一軍を止めるに足る」優れた防衛適地を提供し、プロイセン軍が先に守備を固めてしまうと攻撃は至難だった。対してオーストリア軍の兵力は最小限、しかも機動のためにわずかの砲しか備えて来なかったという不利な条件で、「ブラウン元帥のごとき経験豊かな将が、ここで攻めるようならそれは彼の名声を損なわずにはおかない」と後に大王も評している。ブラウンは見通しの甘さを直ちに悟ったが、それでもザクセン軍との挟撃に一縷の望みをかけていた。
10月10日から12日にかけて、ザクセン軍では脱出作戦の準備が進められた。結局ルトフスキーは、ケーニヒシュタインの真正面にあってよく援護され得る右岸突出部の先端に渡河することに決定し、ケーニヒシュタインの裾、左岸突出部の付け根にあるテュルムスドルフを架橋地点に選んだ。作業は昼夜を問わず行われたが、ひどく難航した。ピルナの倉庫にあった浮橋を、テュルムスドルフに運んで展開を始めたはよいが、ここにきて軍の中に渡河機材を扱える工兵がわずか4人しかおらず、残りはすべてワルシャワにいることが判明、事態はいよいよ混乱し、将兵の懸命の努力にもかかわらず、11日の夜になっても橋は完成しなかった。
12日、ようやく架橋準備が整い、ルトフスキーは各部隊に対し夜になれば渡河点へ集結するよう命じた。この日から翌日の朝までザクセンには雪交じりの強い雨が降って、ただでさえ弱っているザクセン兵を余計に鞭打った。夜とともに架橋が行われ、ザクセン兵は陣地を離れてテュルムスドルフへの後退を開始した。騎兵は衰弱した馬を引っ張って歩き、砲兵はその砲のほとんどを遺棄した。テュルムスドルフでは、兵士たちは雨に打たれ寒さに凍えながら渡河の順番を待ち、残された最後のパンを食べてあとはオーストリア軍との合流に賭けるのみとなった。渡河は、悪天候のためにまず集結段階で時間を費やし、実際の渡河にはさらなる時間を必要とした。それでも13日の朝までに擲弾兵7個大隊が渡河して橋頭堡を確保、このころには天気も好転して、残りの部隊も続々と渡河した。
13日早朝、左岸のプロイセン軍を指揮するプリンツ・モーリッツはザクセン軍渡河の報告を受け、兵を叩き起して直ちに追撃を開始した。プロイセン兵は7個の縦隊を作ってゴットロイバの谷を越え、ゾンネンシュタイン城からロッテンドルフ村までの空の防衛線を突破してザクセン軍陣地に雪崩れ込み、ツィーテンのフザールは真っすぐテュルムスドルフ付近まで突入した。ザクセン軍の後衛もよく応戦して、エルベ左岸の陣地内ではおよそ半日に渡って戦闘が行われ、ザクセン軍はいくつもある小さな丘に拠っては抵抗を試みるも、プロイセン軍の戦列が押し出してくれば後退するしかなかった。独立大隊の兵士や猟兵は林の中からザクセン軍に猛射を浴びせ、猟兵は敗走する後衛を追って林のエルベ岸まで入り込み、橋を渡るザクセン兵を狙撃した。午後遅くになって、プロイセン軍が丘の上に砲を据えて敵に2発も撃ち込んだところ、それまでよく統御されていたはずのザクセン軍後衛はにわかに崩れ出し、まもなく潰走に転じた。やがてザクセン軍は浮橋をつなぐロープを切断し、橋は分解してわずかな距離を流されたのち、すぐ近くのラーテンでプロイセン軍に回収された。

### 突破戦
予定時間を大幅に過ぎてはいたが、ザクセン軍は渡河に成功した。橋が断たれるまでに約1万4千の兵士が右岸に渡ることができ、残りはケーニヒシュタインに逃げ込むか、もしくは捕虜となった。ザクセン軍の旧陣地はプロイセン軍に占領されたがケーニヒシュタインは健在で、アウグストとブリュールは軍の渡河の際にもケーニヒシュタインに滞在していて、ルトフスキーによって最終的な突破が行われるのを待っていた。
一方右岸に立つルトフスキーは、封鎖の突破は実質不可能であるという現実に直面していた。ザクセン軍の渡河した先は左右両翼をエルベ川で塞がれた狭い突出部で、しかも正面にはリーリエンシュタインという山があって彼らの行く手を塞いでいた。リーリエンシュタインの先にはヴァルタースドルフ村があり、ここを越えることで突出部を抜け出ることができる。が、その先にはやはり山が横たわり、その手前ではラクス川が険しい谷を形成していて、突破のさらなる障害となっていた。山を避け、東に谷を越えるとラートマンスドルフ村があり、ここを過ぎてようやくブラウン軍の先鋒と会合することができるのだった。
プロイセン軍は、リーリエンシュタインとブラウンのいるリヒテンハインのあいだに二重三重の封鎖線を展開してザクセン軍の行く手を遮っていた。ザクセン軍のすぐ目の前には、レッツォウの5個歩兵大隊が、リーリエンシュタインをその内に含む陣地を構築して突出部を封鎖し、その背後には6個歩兵大隊と5個騎兵中隊が置かれて第二線を形成していた。仮にこれらを突破して、ラクスの谷川を越えたとしても、その東にはブラウン軍と対峙しているレストヴィッツの11個歩兵大隊と15個騎兵中隊が控えているのだった。つまるところ、ザクセン軍は進退窮まっていた。

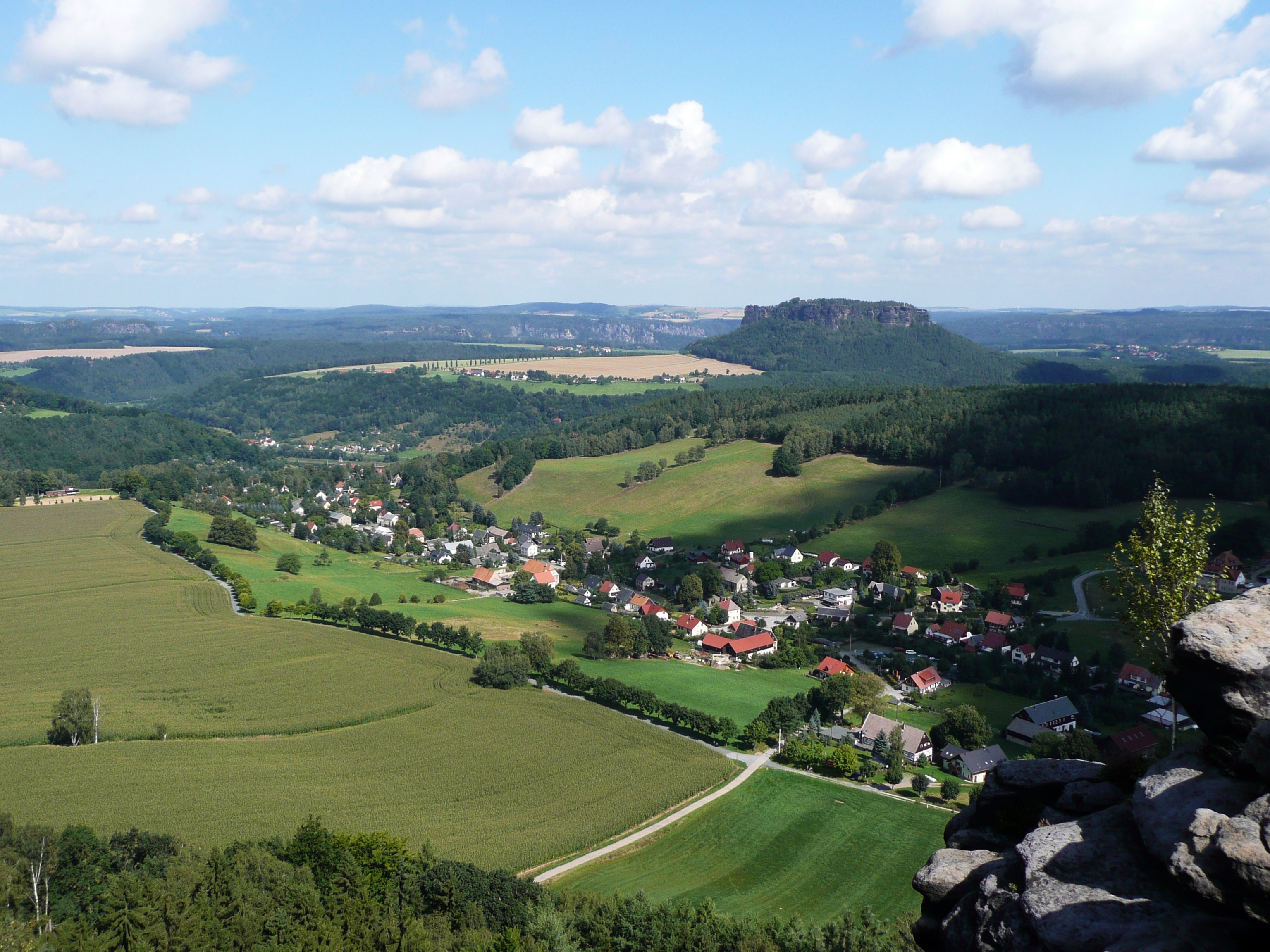
プファッフェンシュタインから右岸突出部とリーリエンシュタインを見る。手前はプファッフェンドルフ。

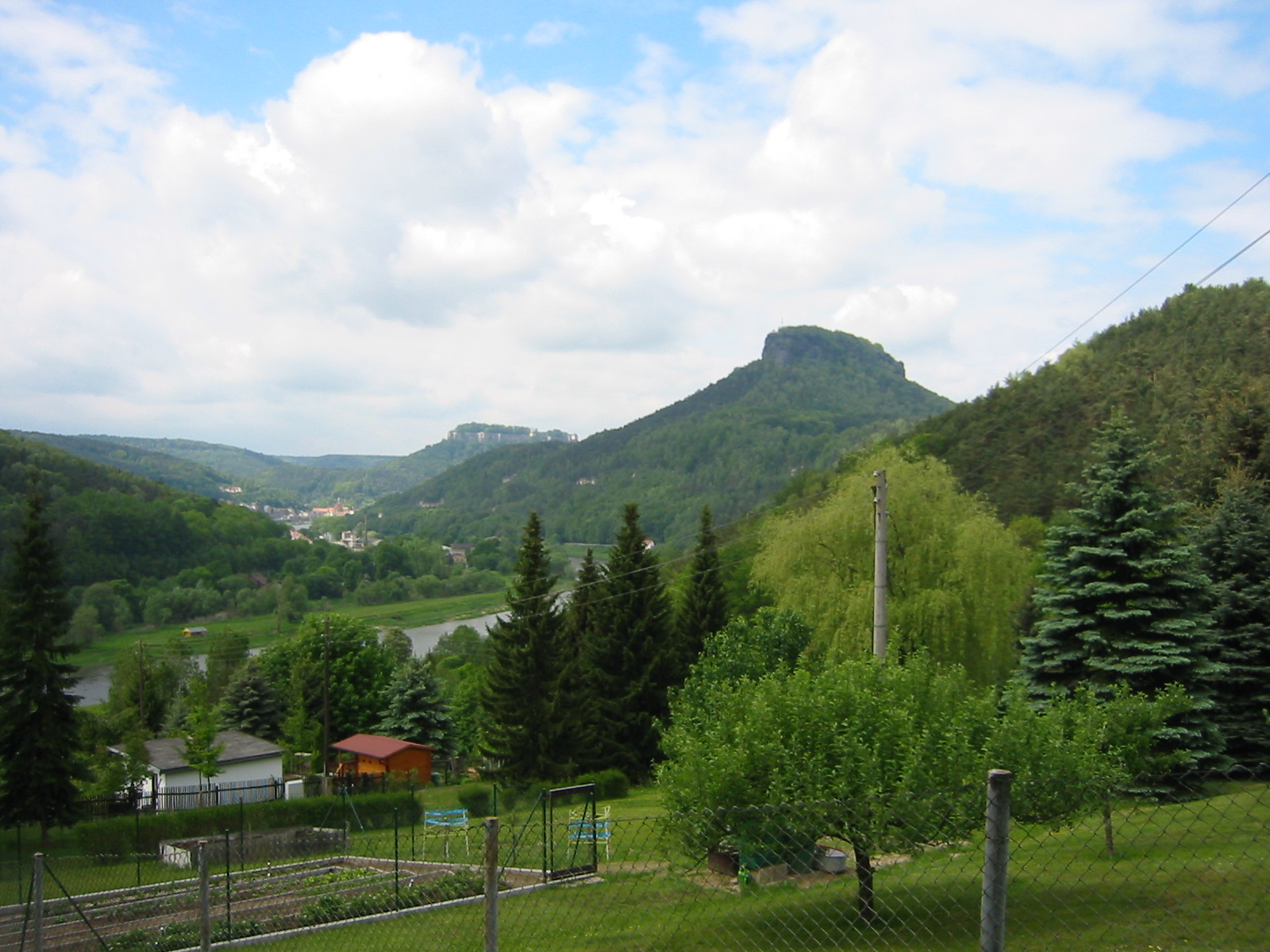
南から見たリーリエンシュタイン。その向こうにケーニヒシュタインが見える。ブラウンは接近することが出来なかった。

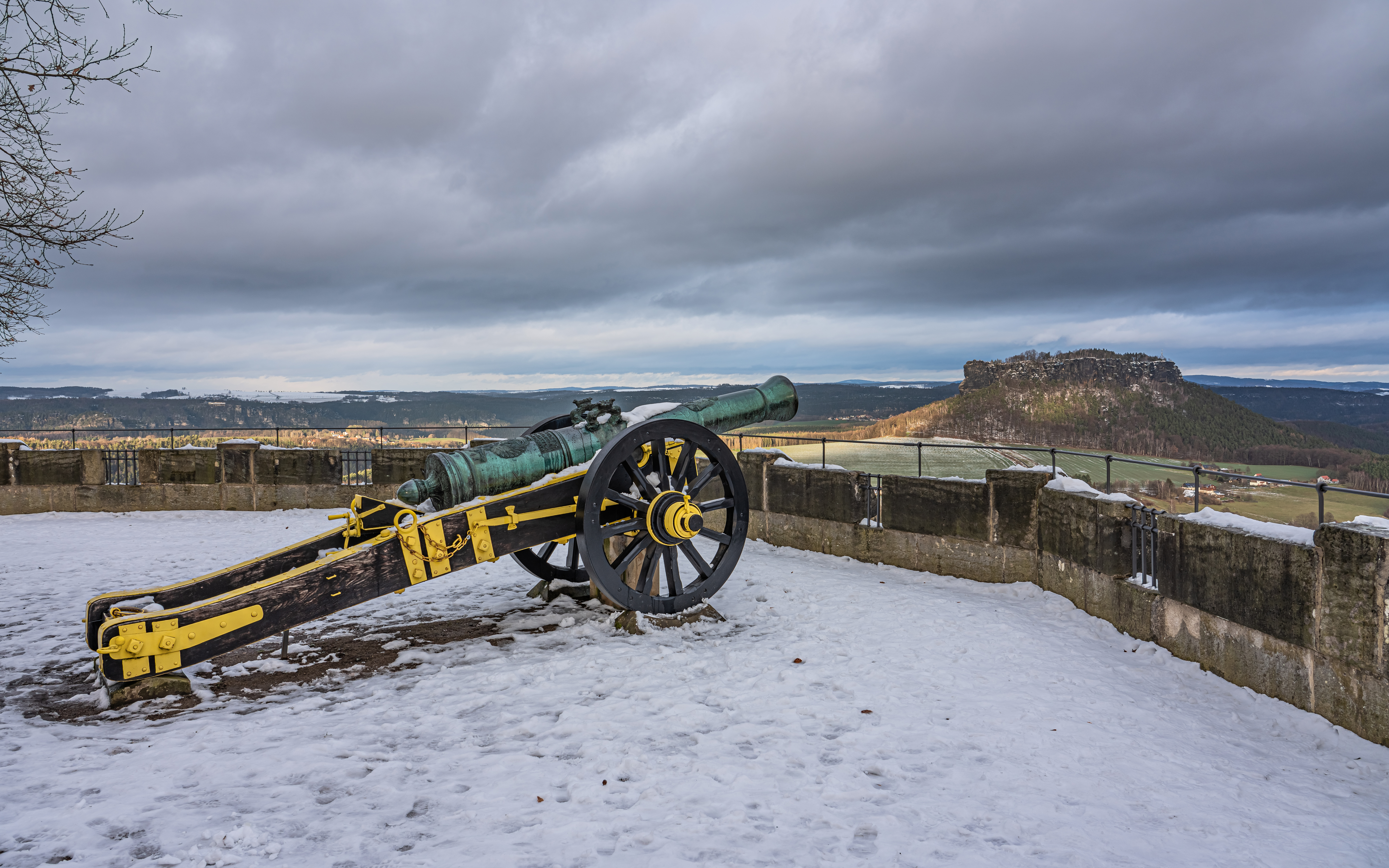
ケーニヒシュタイン城と砲

三方をエルベ川に囲まれ、残る一方をリーリエンシュタインに阻まれたザクセン軍は、とりあえずリーリエンシュタインの手前にあるエーベンハイトの集落を中心にして軍を休止させた。しかしただでさえ狭い空間であるところ、沿岸部はエルベ川への傾斜がきつく、さらに河畔林が生い茂っていたから実際のスペースはさらに限定され、満足に兵を展開させる余裕もなかった。13日の午後からは再び雨が降り出して、兵士たちは雨を凌ぐこともできず、さらに一切の食糧もなく、混乱した状態のまま放置された。渡河中に追撃を受けたことから、ザクセン軍は急いで兵を渡すためにあらゆる種類の物資を放棄せねばならず、結果、右岸に渡ったザクセン軍は、もともと食糧を欠いていたところに加えて、弾薬もなければテントもない、軍として丸裸の状態に置かれていた。
このころリヒテンハインでは、プロイセン軍陣地の向こう側から漏れてくる戦闘音を聞きつけてブラウンも早朝より注意を払っていたが、オーストリア軍はザクセン軍の渡河の様子を実際に視界に収めることはできない地形におり、定められた合図もなかったので兵を動かさずに様子を見ていた。しばらくするとブリュールから、翌14日の朝に突破を試みるのでもう1日待ってくれと連絡が来て、結局この日も戦闘を見送った。
ブラウンの我慢も限界に来ていた。今はザクセン軍の包囲に専念しているが、この場ではオーストリア軍よりずっと優勢なプロイセン軍が、もし攻勢に出れば自軍まで包囲されかねず、敵との睨み合いにブラウンは非常な緊張を強いられていた。外国軍を救援に来た末に自軍まで捕虜にされては目も当てられず、自軍の安全な離脱が今やブラウンの課題だった。それでなくてもザクセンに急行してきたオーストリア軍には糧食の余裕がなく、2日も待機し続けるのは本来想定外で、ブラウンはすでに撤退の方針を決めていた。ブラウンはザクセン軍に、14日午前9時まで待つ、と返答し、それまでにザクセン軍が突破攻撃を開始すれば自軍も攻撃に参加して封鎖線の挟撃を試みるが、合図がないときには、自軍を守るためにベーメンに撤退せざるを得ないと通告した。
14日、やはり雨の降る中、ルトフスキーはケーニヒシュタインのアウグストから、何としてもプロイセン軍を攻撃、突破せよと命じられた。エルベ川に挟まれ、リーリエンシュタインに阻まれたザクセン軍が実際に突破を図るとなると、守備の固められたレッツォウのプロイセン軍陣地に真正面から突撃するしか方法がなかった。しかしリーリエンシュタインの両側に設けられたプロイセン軍の陣地は、南北どちら側にしてもすぐエルベ川に達してしまうから正面幅がごく僅かしかなく、その狭い幅に砲が置かれ、障害が設けられてザクセン軍を待ち構えていた。そしてプロイセン軍の陣地はこれだけではなく背後に重なっているのだった。翻ってザクセン軍の状態を見れば、兵士は疲労し、1日以上なにも口にせず、ずぶ濡れで凍え、大砲はごくわずか、おまけに銃砲を問わず弾薬の予備が無かった。アウグストはケーニヒシュタインからブラウンに合図の大砲を撃ったが、風と雨の音に遮られて、すでに撤退準備中だったブラウンの軍には聞こえなかった。そしてルトフスキーの攻撃は実施されなかった。
ルトフスキーは、攻撃は実行不可能であるとアウグストに報告したが、アウグストもブリュールも頑迷で、攻撃を強要した。アウグストは12時にもう一度合図の大砲を撃ったが、ブラウンはもう陣を払った後だった。ルトフスキーはエーベンハイトのあばら家で将官会議を開いて、降伏以外に道なしとの結論を出した。そしてアウグストに、プロイセン軍陣地への攻撃は効果を得ず、ただ兵士たちの多大な流血と虐殺をもたらすだけだと説明したが、アウグストは聞かず、ケーニヒシュタインから、ルトフスキーとその将軍たちはプロイセン軍に攻撃を実施し、「その兵たちと同じように死んでくれ」と書き送って来た。ルトフスキーは再度将官会議を開くと、全会一致で、攻撃は兵を無駄死にさせるだけであり、兵を救うためには降伏しかないとの結論を下して、三度アウグストに報告し、アウグストもついに承諾せざるを得なかった。ルトフスキーはプロイセン軍に降伏前提の休戦を申し入れ、ヴィンターフェルトが応対して、降伏の交渉は翌15日から行うことにし、ルトフスキーの求めに応じてさしあたり荷馬車一杯のパンを支給した。
このころブラウンはすでにザクセン軍の救援を断念してベーメンに撤退中だった。ブラウンは、ザクセン軍が降伏したらプロイセン軍がすぐにも自軍を捉えようとするであろうことを良く理解しており、いたずらに撤退を遅らせるようなことはしなかった。プロイセン軍からはヴァルネリーのフザール部隊が追撃をかけてきてオーストリア軍の後衛を襲ったが、ブラウンはよく指揮して損害を最小限にとどめ、10月19日にブディンに帰還した。

### 降伏

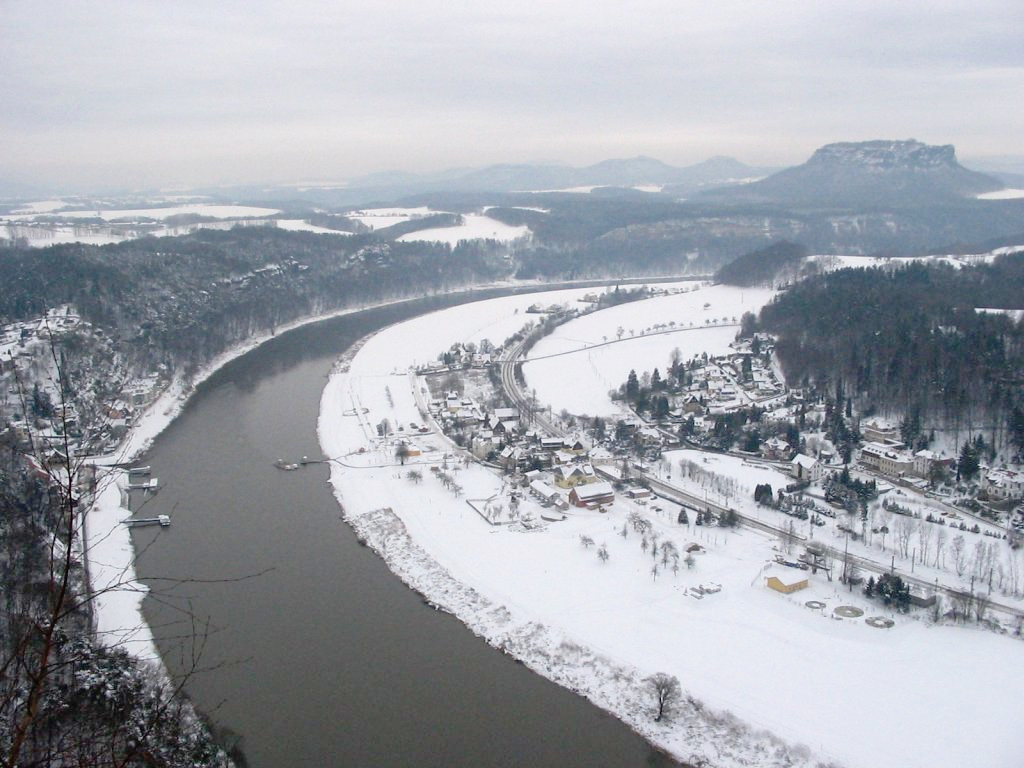
バスタイからラーテン両岸を見下ろす。右奥にリーリエンシュタイン。

ザクセン軍が突破準備をしていたころ、大王はロボジッツに滞在していた。しかしブラウン軍が包囲陣の近くに到着したとの急報を受けて大王もザクセンに戻ることにし、ベーメンにおける軍の指揮をカイトに預けて13日にロボジッツを発ち、増援として騎兵15個中隊を引き連れてピルナに駆け戻った。14日の午後、大王は現地に到着してザクセン軍の陣地が既に占領されているのを見、ザクセン軍の降伏申し入れを聞いた。
15日、ルトフスキーは左岸に渡ってプロイセン軍に出頭し、かつてザクセン軍の司令部が置かれ、今はプロイセン軍の司令部になっているシュトルッペンで降伏交渉が行われた。プロイセン側はヴィンターフェルトが交渉を担い、時折大王に承認、不承認の指示を仰ぎながら話を進めた。交渉とはいうものの、すべての望みを断たれたザクセン軍に条件交渉の余地はほとんど無く、ルトフスキーはただ要求を受け入れるしかなかった。16日夜に署名されたその内容は以下のようなものであった。
- ザクセン軍の将校は解放宣誓（今戦争中、プロイセンに対して行われる軍事行動に従事しないことを宣誓する）を行ったのち、ただちに解放される。
- ザクセン軍の大小の軍旗、および軍太鼓は、鹵獲されることなくすべて返還され、ケーニヒシュタインに送られる。
- 今戦争中、ケーニヒシュタイン城を中立地域として定めることにプロイセンは同意する。
- アウグストはワルシャワに移動し、そこで宮廷を構えることを許される。
- 以上を除いたザクセン軍は、「その全ての装備、物資、人員組織とともに、完全に降伏し、今や全ザクセンがそうなるように、我々のものとなる」[18]

17日、ザクセン軍は降伏した。プロイセン軍はラーテンに、そこに流れ着いたザクセン軍の浮橋を用いて架橋し、大王は右岸に渡ってザクセン軍の降伏を受理した。ザクセン兵は武装解除され、列を作ってラーテンまで進み、そこから左岸に渡って、かつての自分たちの陣地に戻った。18日、アウグストはブリュールや2人の息子たちを連れてケーニヒシュタインを出発し、ワルシャワへ向かった。
捕虜となったザクセン兵が具体的にどうなるのかについて、降伏条約ではあえて曖昧なままにされていた。そして左岸に渡った、解放されなかった兵士たちは、今後全員がプロイセン軍に属して戦うものとすると突然に告げられた。拒否は許されなかった。すぐに所属の変更作業が行われ、プロイセン士官が忠誠宣誓が唱えるのに従って、元ザクセン兵たちはそれを復唱した。復唱しなかった者はさっそく罰せられた。この作業は19日まで続いた。

## 結果
ザクセン軍の降伏が行われたとき、すでに10月の半ばを過ぎていて新たな作戦の実施を試みるには冬が近すぎた。このため大王は戦役を手じまいにしてザクセンでの冬営準備に入り、カイト軍も呼び戻した。同時にケーニヒグレーツでピッコロミーニ軍と対峙していたシュヴェリーン軍もシュレージエンに撤退し、オーストリア軍も同様に冬営準備に移ったので、56年の戦役は早くに終了した。
降伏の結果、ザクセンは初年の戦役で戦争から脱落し、一切の領土と臣民をプロイセンに委ねた。このときポーランドに駐屯していた数個騎兵連隊がまだ残っていたから、ザクセン軍が戦場からまったく消滅したというわけではなかったが、もはやザクセンが独立した軍を構成することは叶わず、残余の部隊はオーストリアに委ねられてその一部として戦争を戦うことになり、国としてのザクセンの戦争はこの一戦で終わった。
大王が獲得した元ザクセン兵はどうなったかというと、軍のうち騎兵3個連隊はすぐさま解体され、プロイセン騎兵連隊の各々に補充された。一方で大王は歩兵についてはプロイセンの連隊に合流させず、そのまま彼らだけで10個連隊（20個大隊）に仕立てた。
当時敵の捕虜を自軍に編入するのはよくあることで、とくに国の規模が小さいプロイセンは積極的にこの手法を採った。しかし降伏した一軍を丸ごと編入し、しかもその捕虜だけで連隊を編成するというのは他になかなか類例を見ない。大王がこのような不用意な編入の仕方をしたことは非常にまずい結果をもたらした。大王自身この件について「在来の連隊と合体させないという過ちを犯した」と書いている。なぜ大王がもっと周到な手段を用いなかったのかについて、後の史家の推測によれば、当時はナショナリズムはあまり意識されない時代で、しかも傭兵が多かったから、兵士が制服や旗の色に拘ることはあるまいと思われていたこと。また、ザクセンはプロイセンと同じプロテスタント国であったから、さして抵抗もされないと考えたこと。等が挙げられる。さらに大王がザクセン軍に偏見を持ち、その意識、精神を軽く見た結果との考察もある。
新しい連隊は、部隊がザクセン兵だけで編成されていたから集団逃亡を行うのに何の困難もなかった。冬のうちから、それこそ大隊単位で逐電する例が続出、1年経たずに兵の半分以上が逃げ去った。しかもその内の少なくない数がオーストリア軍に走った。大王はザクセン人連隊を次々に解体再編成せざるを得ず、結局歩兵で手元に残ったのは3個連隊と1個擲弾兵大隊だけだった。
軍を取り込むという試みは不発に終わったものの、プロイセンがザクセンを占領したことの効果は計り知れないものがあった。オーストリアと戦う際の懸念を取り除いただけではなく、一国丸ごとが本国を守るための分厚い防衛陣地となり、同時にベーメン侵攻の策源となり、さらにはプロイセンの資源基地にして資金源となった。それでいてプロイセンは、ザクセンを占領することによってなんら戦力を弱化させることがなく、その地理的恩恵によりかえって強化された。
対するオーストリアは、機を図ってプロイセンを攻撃するつもりであったはずが、あっという間にザクセンを取られ、来年には自国への全面的侵攻を覚悟しなければならない状況に陥った。しかし一方で、オーストリアは、ザクセンを失った代わりに自軍の態勢を整える時間を得た。56年のオーストリア軍はまだ動員が完全に済んでおらず、プロイセン軍がそのままベーメンに突き進んでくればさらなる窮地に陥らざるを得ない状況にあったところ、ザクセン軍がベーメンに引き下がらずにザクセンに留まったために、プロイセン軍はその包囲に兵力と時間を取られてベーメン侵攻を断念せざるを得なかった。ザクセンの犠牲でオーストリアは救われたとも言える。
その作戦が完全な失敗に終わったために、ピルナでむざむざ包囲されたザクセン軍の決定を批判し、国の防衛をまったく断念してもベーメンまで退却すべきであったという意見、あるいはまた、ザクセン軍の防御力はさほどのものではなかったとして、大王はピルナの陣を断固攻撃して早期決着を図り、もって全軍をベーメンに指向すべきであったという意見が戦争後に出た。設堡野営の意義を強調するクラウゼヴィッツはこの説を取り上げて否定し、次のように述べる。ピルナ攻略論があとになってぽつぽつ現れたけれども、「しかしかかる主張の根拠は、当時ザクセン軍は甚だしく疲労困憊していたということでしかない」から、その人が実際に指揮を執ったとして、本当に攻撃を実施し得るものかどうか「甚だ疑問」である。なるほどザクセン軍の作戦は失敗に終わった。しかしこの戦いが生じたおかげでオーストリア軍が得ることのできた有利を認めないまま、ザクセン軍の降伏だけを問題にするのは間違っているとクラウゼヴィッツは言う。なぜならクラウゼヴィッツは、「もしザクセン軍が、ピルナの設堡野営に就かずにベーメンに向かって退却したとするならば、フリードリヒ大王はこの戦役においてオーストリア軍およびザクセン軍をプラハの彼方まで駆逐し、プラハを占領したことは疑いない」と考えるからである。「ピルナの設堡野営は、フリードリヒ大王が1756年にベーメンを攻撃することをすでに阻止し得たのである。当時オーストリア軍は、まだ戦争の準備を整えていなかったので、オーストリアの没落すら疑いないもののように思われていた。もしピルナの陣地で1万7千の同盟軍が降伏しなかったならば、それ以上の兵力を失ったであろう」。

## 参考資料
- S.フィッシャー＝ファビアン 著、尾崎賢治 訳『人はいかにして王となるか』、日本工業新聞社、1981年 ISBN 481910795X
- ウルリヒ・ブレーカー 著、阪口修平、鈴木直志 訳『スイス傭兵ブレーカーの自伝』、刀水書房、2000年 ISBN 4887082401
- クラウゼヴィッツ 著、篠田英雄訳『戦争論』、岩波文庫、1968年
- 伊藤政之助『世界戦争史6』、戦争史刊行会、1939年
- 林健太郎、堀米雇三 編『ルイ十四世とフリードリヒ大王』（世界の戦史6）、人物往来社、1966年
- Christopher Duffy, Frederick the Great A Military Life, （New York: Routledge, 1985）
- — , The Army of Frederick the Great, （Chicago: The Emperor's Press, 1996）
- — , The Army of Maria Theresa, （UK: DAVID & CHARLES, 1977）
- Henry Lloyd, The history of the late war in Germany: between the king of Prussia and the empress of Germany and her allies,Part 1, （Printed for S. Hooper, 1781, Digitized Apr 26, 2007）
- Robert B. Asprey, Frederick the Great: The Magnificent Enigma, （New York: Ticknor & Fields, 1986）
- Thomas Holcroft, Posthumous works of Frederic II, king of Prussia, Volume 2, （G.G.J. and J. Robinson 1789, Digitized Jan 25, 2008）
- Thomas Carlyle, "THE SEVEN-YEARS WAR: FIRST CAMPAIGN", History of Friedrich II.